# Мислер, Елизавета Петровна
Елизавета Петровна Мислер (род. 15 апреля 1976 год, Ростов-на-Дону) — прима-балерина Ростовского музыкального театра, заслуженная артистка Российской Федерации.

## Биография
Елизавета Мислер родилась 15 апреля 1976 года в городе Ростов-на-Дону. Ее родители — научные работники. В 4 года Елизавета Мислер начала заниматься в детской хореографической студии при ДК «Роствертол». Спустя 5 лет занятий, мама отвезла ее на экзамены в Вагановское училище в Санкт-Петербурге, куда ее приняли. Но из-за некоторых обстоятельств, семья была вынуждена вернуться в Ростов-на-Дону. Елизавета Мислер начала заниматься в Школе искусств Ростова-на-Дону, которая недавно открылась. В 16 лет попробовала поступить в Москву на отделение хореографии столичного Института культуры, но пройдя конкурс, не была зачислена в институт из-за возраста. В 1992 году поступила на курс артистов балета в Ростовское училище культуры. Ее наставниками были Людмила Федоровна и Виктор Николаевич Кравченко.
В 1996 году стала выпускницей Ростовского училища культуры по специальности «Артист балета».
После окончания училища, стала работать в кордебалете Театра музыкальной комедии. Через 6 месяцев работы уехала в Москву, стала работать в коллективе «Камерный балет „Москва“». Через 2 месяца вернулась в Ростов-на-Дону. Основала детскую танцевальную студию. Спустя три года получила приглашение от директора балетной труппы Ростовского музыкального театра А. В. Иванова. В январе 2001 года она стала работать солисткой балета Ростовского музыкального театра. Вначале она станцевала в марте 2001 года вставное па-де-де в 1 акте. Затем были партии в «Шопениане», Клара в «Щелкунчике», принцесса в «Шехерезаде», Вакханка в «Вальпургиевой ночи» Ш.Гуно.
Весной 2003 года Елизавета Мислер познакомилась с народной артисткой Республики Узбекистан Нелли Алимовой, которая работала солисткой и педагогом-репетитором и много времени уделила занятиям с Елизаветой Мислер. В 2004 году она получила в театре три роли. В это же время в театре появилась новая педагог-репетитор, заслуженная артистка Литвы Светлана Масанёва. Светлану Масанёву и Нелли Акимову, Елизамета Мислер называет ключевыми людьми в ее творческом пути, которые сделали из нее балерину.
В 2010 году Елизавете Мислер присвоили звание «Заслуженного артиста Российской Федерации».
Муж — солист балета Альберт Загретдинов. Есть сын.
Преподаватель классического танца в Ростовском колледже искусств. Балерина Ростовского музыкального театра. Вместе с труппой была на гастролях в Италии, Испании, ОАЭ, Москве, Мексике.
Репертуар: Лиза («Тщетная предосторожность» Л. Герольда, П. Гертеля), Па-де-скляв («Корсар» А. Адама), Гранд-па, Хуанитта, Амур («Дон Кихот» Л. Минкуса), Жизель, двойка подружек, вставное па-де-де, Виллиса («Жизель» А. Адама), Соло чаги («Князь Игорь» А. Бородина), Принцесса Аврора («Спящая красавица» П. Чайковского), Принцесса («Шехеразада» Н. Римского-Корсакова), Клара, французский танец («Щелкунчик» П. Чайковского), Джульетта («Ромео и Джульетта» С. Прокофьева), Четверка маленьких лебедей, соло Неаполитанский танец («Лебединое озеро» П. Чайковского), Ольга («Драма на охоте» на музыку П. Чайковского).